# Mario Aerts
Mario Aerts (* 31. Dezember 1974 in Herentals) ist ein ehemaliger belgischer Radprofi und sportlicher Leiter.
Mario Aerts startete seine Profikarriere 1996 bei Vlaanderen und fuhr von 1998 bis 2002 für Lotto-Mobistar (später Lotto-Adecco). 2003 und 2004 stand er bei Team Telekom (T-Mobile-Team) unter Vertrag. Seit der Saison 2005 war er beim Nachfolgeteam seines früheren Arbeitgebers Davitamon-Lotto tätig.
Aerts war fünf Mal bei der Tour de France am Start. 2002 gewann er die Flèche Wallonne; im selben Jahr wurde er auch Zweiter der Bergwertung der Tour de France.
Zum Ende der Saison 2011 beendete Mario Aerts seine aktive Karriere, da er schon seit Jahren an Herzrhythmusstörungen litt. Seit 2012 ist er für das Team Lotto Belisol Team als Sportlicher Leiter tätig.